# JENI
JENI（ジェニ、3月26日 - ）は、日本の女性シンガーソングライター。福岡県北九州市出身、岡山県生まれ。有限会社ロック&ヒル ミュージック代表、一般社団法人ピッカ理事。別名義にJeni Prideforpain、Jeni-Jeniがある。

## 概要
梅光女学院高等学校音楽科を経て武蔵野音楽大学ピアノ科に入学、半年で中退。
1997年、Jenny名義でミニアルバム『ジェニジェニ』でインディーズデビュー。渋谷タワーレコードで初登場4位を記録。
1998年、Jeni-Jeni名義でメジャーデビュー。
2000年、THE JENI JENI 結成。完全にロックの世界へ。
2005年、THE JENI JENI 活動休止。その間、シングル3枚、ミニアルバム6枚、アルバム3枚、オムニバス1枚、ビデオ2本、ベストアルバム1枚をリリース。
その後、ソロ活動と並行して楽曲提供、コーラスアレンジ、ディレクション等の活動を行う。
2011年からはPRIDE FOR PAINで作詞・作曲・ボーカルを担当。2枚のミニアルバムをリリース。
2014年の夏、約20年ぶりピアノを再開。
2016年2月、磯部玲子に弟子入りし、再びクラシックの世界を学び始める。
2016年12月、初のピアノ弾き語りライブを渋谷ラママで行う。
2018年6月、初の弾き語りアルバム『I am Music』をリリース。
これまでにピアノを吉村章子、故・宝木多加志に師事。現在は磯部玲子に師事。また、2017年より歌唱法と呼吸法を高島田薫に師事。

## ディスコグラフィー

### アルバム
- EAT THE ROCKIN' / THE JENI JENI（2000年11月25日）
- Brain Buster / THE JENI JENI（2001年11月7日）
- 日本 / THE JENI JENI（2002年11月7日）
- ザ・ジェニジェニ ベスト / THE JENI JENI（2003年8月6日）
- I am Music / JENI（2018年6月30日）

### ミニ・アルバム
- ジェニジェニ / Jenny（1997年11月20日）
- ごまさば / Jeni-Jeni（1999年6月30日）
- THE JENI JENI / THE JENI JENI（2000年6月3日）
- JENI ROCKIN' LOVE / THE JENI JENI（2001年7月11日）
- 手紙 / THE JENI JENI（2003年7月4日）
- 「手紙」 / THE JENI JENI（2003年7月4日）
- JUNK THE LIVE / THE JENI JENI（2004年7月7日）
- 月と太陽 / THE JENI JENI（2004年8月4日）
- PRIDE FOR PAIN / PRIDE FOR PAIN（2012年1月25日）
- Hynen / PRIDE FOR PAIN（2012年7月11日）

### シングル
- 本日開店！ / Jeni-Jeni（1998年5月21日）
- シンデレラが呼んでれら / Jeni-Jeni（1998年11月5日）
- フリーター2001 / THE JENI JENI（2000年10月28日）
- 君がいない夏のバラード / THE JENI JENI（2001年4月16日）
- フリーター2001 / THE JENI JENI（2000年10月28日）
- ミラクル光線 / THE JENI JENI（2001年9月26日）

### オムニバス・アルバム
- Rock & Hill Records Vol.1 / THE JENI JENI,THE KIDS,GON,PeeP,JJ-project（1997年11月20日）

### ビデオ
- EAT THE ROCKIN' LOVE ♥ / THE JENI JENI（2001年8月）
- Brain Buster LIVE / THE JENI JENI（2001年11月）

## THE JENI JENI

### メンバー
- JENI（Jeni-Jeni）：Vocal,Guitars,Keyboards
- Hobolin（帆保博康）：Bass,Vocal
- Itokin（伊東　啓）：Guitars,Vocal
- Tonny（刀称暢朗）：Drums,Percussion,Vocal
- Motohiro（大久保元裕）：Guitars,Vocal

### T×J ディスコグラフィー
- 全作品 ジャケ＆試聴 → http://www.rockandhill.com/tjj/music.html

## 出演

### ラジオ
- Jeni-Jeni ルーターズクラブ（1998年 - 1999年、CROSS FM）
- NEO STREAM NIGHT（with 鈴木裕介、1999年 - 2003年、ベイエフエム）

## 作品

### 提供作品
- 沢田知可子「リリィ」（デビュー25周年記念作「Adagio」収録）（2012/11/17）作詞:JENI
- らぐな☆がーるず「永遠のストーリー」　（2007/04/25リリース）作詞：染脇マリア（JENIの別PN）
- sono「メロディ」　（2000/04/19リリース）作詞：JENI

他

### プロデュース作品
- THE KIDS「LIVE THE ROCKET」（2002/11/7リリース）
- GON「ゴン！」　（2002/7/3リリース）
- GON「ワナビィ」（2003/6/11リリース）
- PeeP「少年」　（2002/06/12リリース）
- PeeP「心音」　（2003/06/25リリース）

他